# Schostakowitsch-Musikschule Berlin-Lichtenberg
Die Schostakowitsch-Musikschule Berlin-Lichtenberg besteht seit 1954 und wird vom Berliner Bezirk Lichtenberg finanziert und verwaltet. Sie besitzt drei Standorte. Namensgeber der Einrichtung ist Dmitri Schostakowitsch. Zurzeit (Stand 2024) ist Olaf Hengst Musikschulleiter.

## Lage und Geschichte
Der Verwaltungs- und Hauptunterrichtsstandort der Musikschule befindet sich im Stadtteil Berlin-Fennpfuhl (Paul-Junius-Straße 71), zwei Filialen stehen in Neu-Hohenschönhausen (Wustrower Straße 26) und Karlshorst (Stolzenfelsstraße 1).
Die Geschichte der Musikschule Lichtenberg beginnt mit der Gründung im Jahr 1954. Im Jahr 1988 wurde die Musikschule Hohenschönhausen im gleichnamigen Bezirk eröffnet.

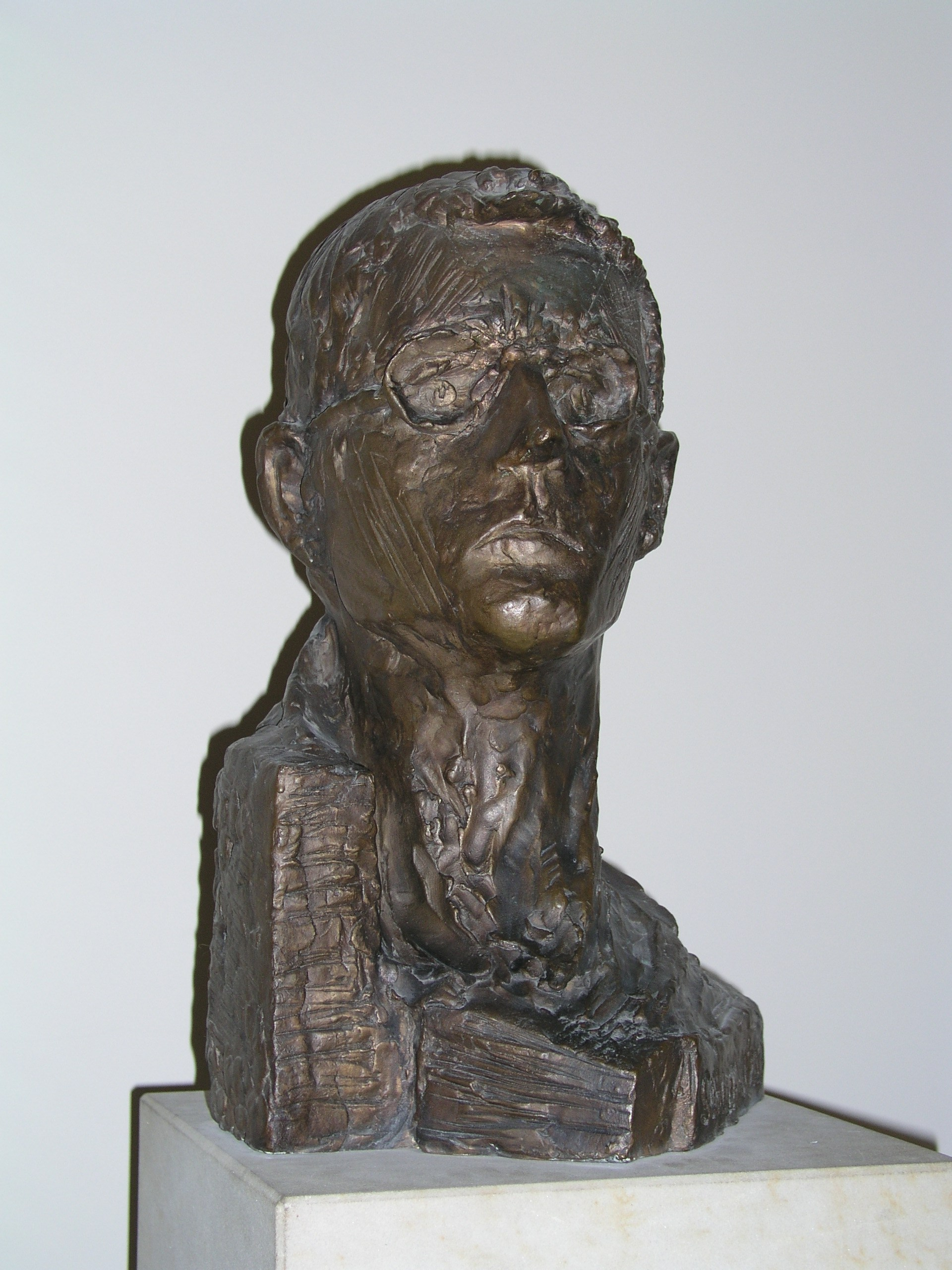
Bronzebüste für den Komponisten in der Musikschule am Fennpfuhl

Die Bezirksfusion führte zu einer Zusammenlegung der beiden Schulen im Jahr 2002. Die neue Einrichtung bekam 2005 offiziell den Namen Schostakowitsch-Musikschule Berlin-Lichtenberg.

## Benutzte Gebäude
Die Volksmusikschule Lichtenberg befand sich zunächst in der Marktstraße 2–3 im Ortsteil Rummelsburg. Mitte der 1960er Jahre verlegte die Musikschule Lichtenberg ihren Sitz in die Hermann-Duncker-Straße 112 (seit 1992: Treskowallee) im Ortsteil Karlshorst. Mitte der 1980er Jahre zog sie in die Dolgenseestraße 60 im Ortsteil Friedrichsfelde um.
Heute befindet sich die Schostakowitsch-Musikschule in einem historischen Gebäude, das 1913/14 in der damaligen Stadt Lichtenberg in der Woerdenstraße als 25. (Knaben)- und 26. (Mädchen)-Gemeindeschule errichtet worden war. Das Haus beherbergte nach dem Zweiten Weltkrieg die 25. Grundschule Lichtenberg und die Franz-Mehring-Schule (Oberschule).
Die Franz-Mehring-Schule wurde 1962 mit der Kant-Schule zusammengelegt, die damals ihren Sitz in der Fischerstraße 34 im Ortsteil Rummelsburg hatte. Die Grundschule (ab Anfang der 1960er Jahre in der DDR als Oberschule bezeichnet) übernahm den Namen Franz Mehring.
Eine Hälfte des Gebäudes diente seit Ende der 1970er Jahre als Volkshochschule Lichtenberg (VHS) und ist dort  bis heute geblieben. Die VHS trägt im 21. Jahrhundert den Namen Margarete Steffin.
Bei den Sanierungsarbeiten der Jahre 2005 bis 2012 wurden behindertengerechte Zugänge angefügt, die für beide Gebäudeteile gelten, das Dach neu gedeckt, die Fassaden erneuert und die historische Turmuhr repariert. Die Uhr auf dem Dach stand seit 1984 still. Bei der möglichst originalgetreuen Restaurierung des Hauses bekam die Uhr neue vergoldete Zeiger und Stundenstriche und vor allem konnte Uhrmachermeister Ingo Zimmer das Uhrwerk wieder in Gang setzen. Das Zifferblatt hat einen Durchmesser von drei Metern und ist damit weithin sichtbar. Zusätzlich zu den Arbeiten im Inneren des Hauses konnte das Dach der zur Parkseite hin angebauten Turnhalle erneuert werden. Die gesamte Sanierung kostete 800.000 Euro, die weitestgehend aus dem Konjunkturpaket I der Senatsverwaltung für Stadtentwicklung bestritten wurden.
Im Eingangsbereich der VHS haben sich die historische Gestaltung mit braunen Wandfliesen an den Treppenaufgängen und ein Wandbrunnen in der Treppennische erhalten. Die Fliesen sind mit Reliefs verziert, der Brunnen fließt seit den 1980er Jahren nicht mehr.

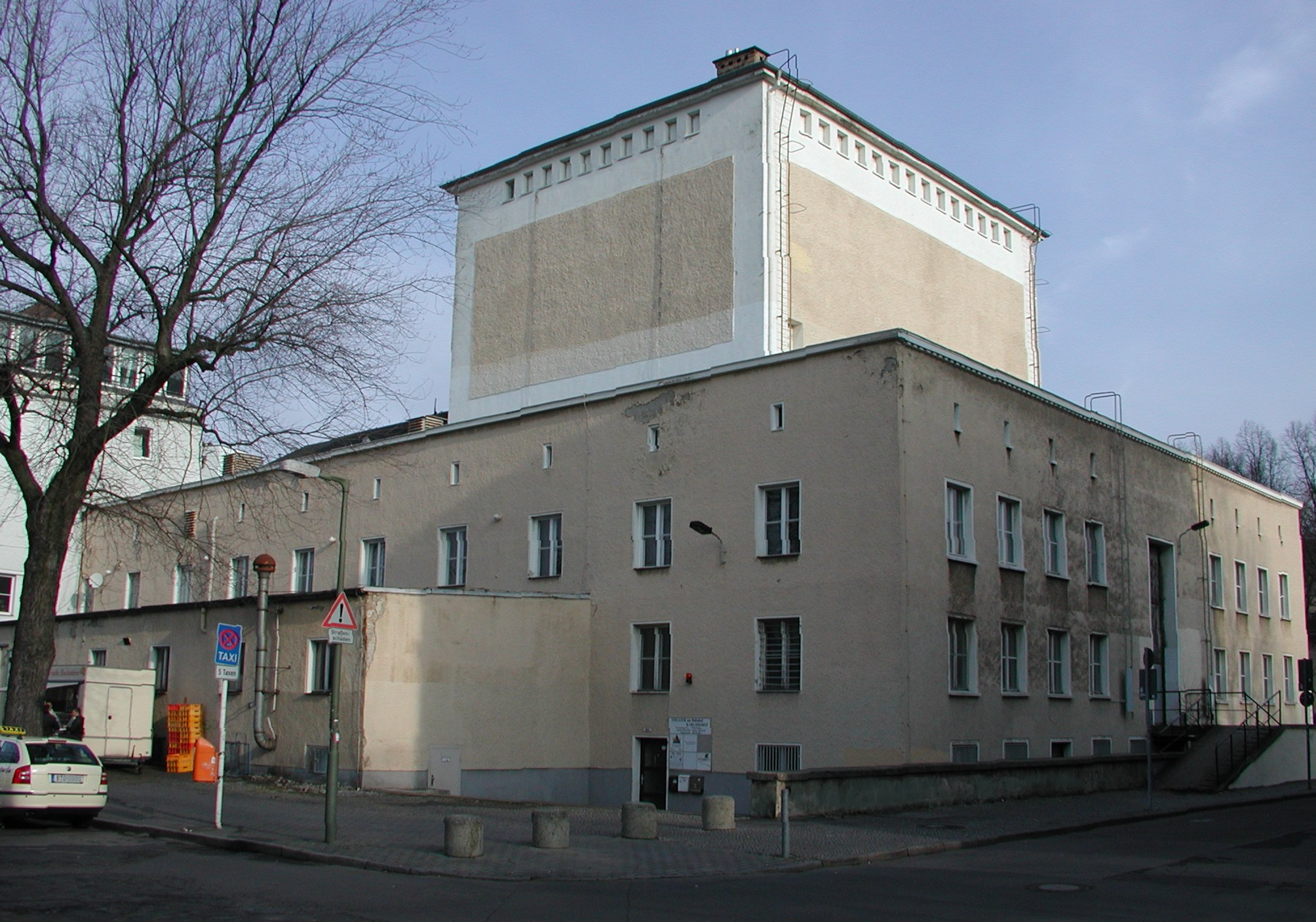
Theater Karlshorst, in dem die Schostakowitsch-Musikschule ebenfalls Räume nutzt

Die Karlshorster Filiale der Musikschule nutzt 43 Räume im heutigen Theater Karlshorst. Das mehrflügelige denkmalgeschützte Bauwerk war bis 1994 das Haus der Offiziere der Roten Armee.
Die Neu-Hohenschönhausener Filiale ist in einem dreigeschossigen Neubau-Schulkomplex untergebracht, der sowohl von der Vincent-van-Gogh-Schule als auch von der Schule am Wäldchen genutzt wird. Für die große Anzahl der Schüler und eine gute Wohnortnähe sind die Filialen sehr hilfreich.

## Erfolge der Schüler
Schüler der Musikschule nahmen bereits mehrfach erfolgreich am Wettbewerb Jugend musiziert teil: Am Berliner Regionalwettbewerb von Jugend musiziert 2007 beteiligten sich beispielsweise 20 Schüler in Einzel- und Gruppen-Wettbewerben und gewannen dabei acht erste Preise, vier zweite Preise und einen dritten Preis.

## Ausbildungsinhalt
Die Schule bietet neben klassischen Schulfächern auch eher unbekannte Unterrichtsfächer an. Die Zielgruppe besteht aus Kindern und Jugendlichen, es werden aber auch Erwachsene ausgebildet. Die Pädagogen unterrichten Gesang, Notenlehre, Musikerziehung und bringen den Teilnehmern die Beherrschung verschiedener Musikinstrumente bei. Außerdem besteht die Möglichkeit in Orchestern, Bands, Chören und Ensembles mitzuspielen und sich dort weiterzuentwickeln.
Da in Lichtenberg viele Vietnamesen wohnen, bietet die Schule als deutschlandweit einmaliges Lehrangebot traditionelle vietnamesische Musik.

## Bekannte Lehrer der Musikschule
- Karola Elßner, Saxophonistin und Dozentin[12]
- Jörg Daniel Heinzmann, Pianist, Dozent und Dirigent[13]
- Ulrich Mann, Pianist, Dozent, Komponist, Produzent
- Markus Schlemmer, Pianist und Dozent[14]
- Burkhard Schmidt, Saxophonist und Dozent[15]
- Johannes Schoenherr, Gitarrist, Dozent und Komponist[16]
- Mirko Schurig, Percussionist und Schlagzeuger[17]
- Till Schwabenbauer, Dozent, Leiter des Schostakowitsch-Sinfonieorchesters[18], Träger des Berliner Musikschulpreises 2024[19]

## Bekannte Absolventen
- Manja Doering, Schauspielerin und Synchronsprecherin

## Sonstiges
Der breite Gang im ersten Obergeschoss der VHS wird gelegentlich ais Ausstellungsort genutzt. Im Juli 2024 eröffnete hier eine Exposition mit dem Titel Aufarbeitung. Die DDR in der Erinnerungskultur, deren Autoren Stefan Wolle (Wissenschaftlicher Direktor des DDR-Museums) und Ulrich Mählert (Mitarbeiter der Bundesstiftung zur Aufarbeitung der SED-Diktatur) sind. Die Ausstellung kann montags bis freitags zwischen 10 und 20 Uhr besichtigt werde, der Eintritt ist frei.
In der vierten Etage gibt es hofseitig die Aula, die von beiden Schulen genutzt werden kann.